# Dominion Monarch
Die Dominion Monarch war ein britisches Passagier- und Frachtschiff der Shaw, Savill & Albion Steamship Company, das 1939 für den Liniendienst nach Australien und Neuseeland in Betrieb genommen wurde. Nachdem das Schiff während des Zweiten Weltkriegs als Truppentransporter genutzt wurde, kehrte es in 1948 in den Liniendienst zurück. Nach einer kurzen Nutzung als Hotelschiff in Seattle wurde die Dominion Monarch 1962 im japanischen Osaka verschrottet. Die Dominion Monarch war das leistungsstärkste Motorschiff seiner Zeit.

## Planung und Bau
Die Dominion Monarch wurde am 14. Juli 1937 unter der Baunummer 1547 bei Swan Hunter & Wigham Richardson auf Kiel gelegt und sollte das neue Flaggschiff und gleichzeitig der größte Neubau der Shaw, Savill & Albion Steamship Company werden. Die Baukosten des gut 200 Meter langen Schiffes betrugen 1,5 Millionen Pfund Sterling.
Am 27. Juli 1938 wurde die Dominion Monarch getauft und vom Stapel gelassen. Taufpatin des Schiffes war Lady Eleanor Harrison, Ehefrau des britischen Adeligen Frederick Lewis (1870–1944), der außerdem Miteigentümer der Muttergesellschaft Furness, Withy & Co. war. Wegen des großen Besucherandrangs beim Stapellauf des Schiffes wurde ein Zug vom Typ LNER-Klasse A4 der London and North Eastern Railway gechartert, der zum Transport von Besuchern zwischen London und Wallsend eingesetzt wurde. Unter den Ehrengästen befanden sich unter anderem die Hochkommissare von Australien, Südafrika, Südrhodesien und Neuseeland.
Die Dominion Monarch war das größte Passagierschiff, das seit der 1907 in Dienst gestellten Mauretania bei Swan Hunter gebaut wurde. Die Dominion Monarch besaß für ein Linienpassagierschiff sehr große Laderäume und konnte auch als Kühlschiff genutzt werden, weshalb sich die Anzahl der Passagiere auf 521 Erster Klasse beschränkte, die sich in 160 Einzelkabinen und 182 Mehrbettkabinen (darunter zwei Suiten) aufteilten. Zu der Ausstattung des Schiffes gehörte ein Rauchsalon im Jakobethanischen Stil, ein Kino, ein Swimmingpool sowie ein separater Speisesaal für Kinder. Alle Kabinen und öffentlichen Bereiche des Schiffes waren voll klimatisiert.
Die Dominion Monarch war das leistungsstärkste Motorschiff ihrer Zeit. Angetrieben wurde sie von vier William Doxford & Sons-Dieselmaschinen mit einer Gesamtleistung von 32.000 kW. Bei voller Fahrt konnte das Schiff eine Geschwindigkeit von 21,5 Knoten erreichen, die durchschnittliche Reisegeschwindigkeit betrug jedoch 19,2 Knoten.
Die Dominion Monarch wurde am 12. Januar 1939 fertiggestellt und nach der Probefahrt am 28. Januar vor der Küste von Berwickshire am Abend des 29. Januar der Shaw, Savill & Albion Steamship Company in London übergeben. Heimathafen des Schiffes war Southampton. Die Dominion Monarch hatte das ungewöhnliche Präfix QSMV (Quadruple Screw Motor Vessel).

## Dienstzeit

### Vorkriegszeit

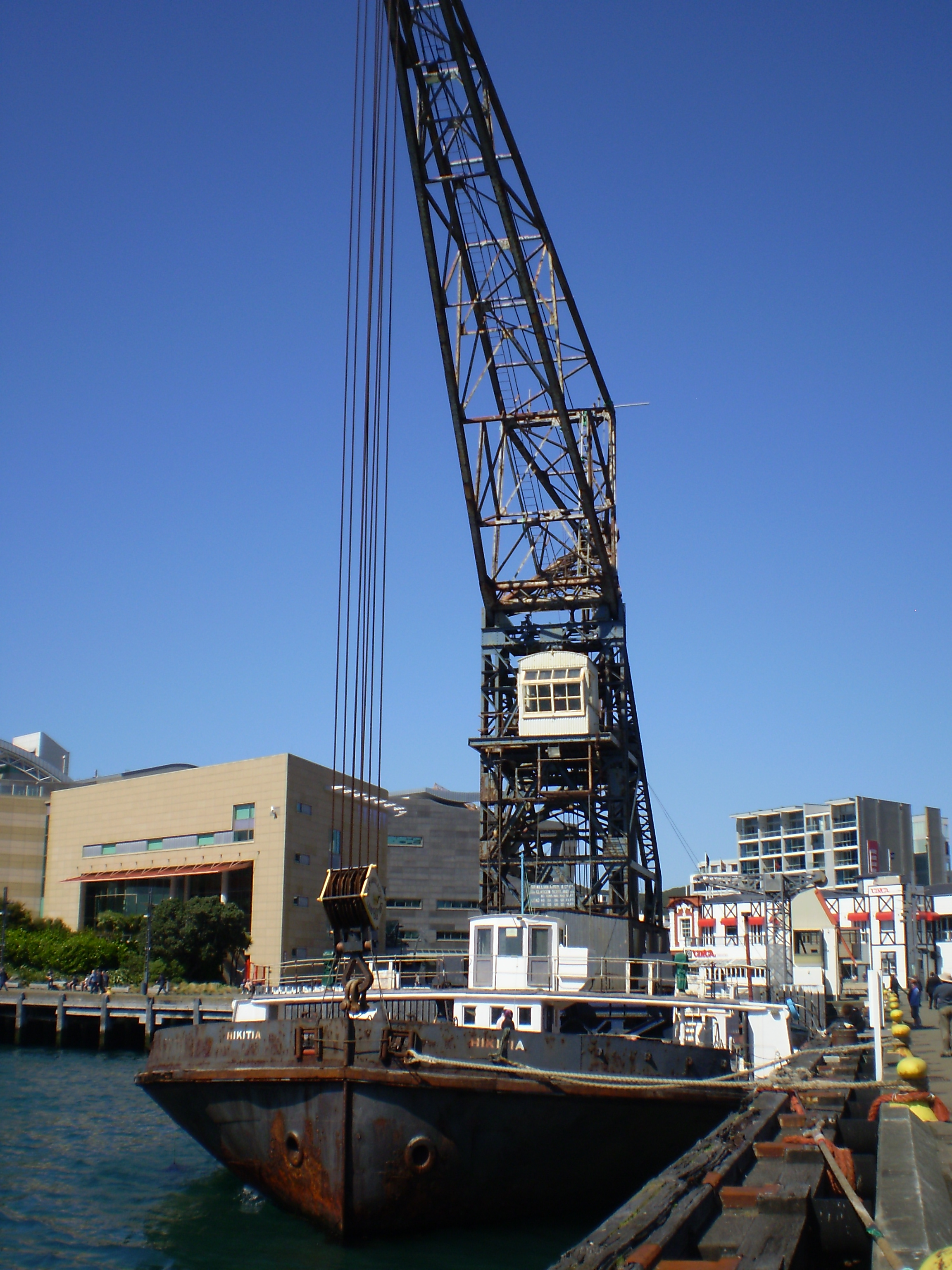
Das neuseeländische Kranschiff Hikitia

Nachdem sie zuvor am King George V Dock in London beladen worden war, lief die Dominion Monarch am 17. Februar 1939 von Southampton zu ihrer Jungfernfahrt nach Wellington in Neuseeland aus, wo sie nach Zwischenstopps in Teneriffa, Kapstadt, Durban und Fremantle am 24. April eintraf. Beim Einlaufen in den Hafen ereignete sich ein kleinerer Vorfall, als sie mit dem neuseeländischen Kranschiff Hikitia kollidierte. Beide Schiffe blieben jedoch unbeschädigt. Als letzte Station ihrer Jungfernfahrt fuhr das Schiff nach Napier und wurde anschließend im regulären Liniendienst nach Australien und Neuseeland eingesetzt. Die Dominion Monarch konnte im Schnitt drei Rundreisen pro Jahr nach Neuseeland und Australien absolvieren.

### Zweiter Weltkrieg
Die Dominion Monarch befand sich zwischen Fremantle und Melbourne, als Großbritannien Deutschland am 3. September 1939 den Krieg erklärte. Noch während der Überfahrt begann die Besatzung des Schiffes daher, den Rumpf der Dominion Monarch in Tarnfarben zu streichen. Am 8. September 1939 traf das Schiff in Sydney ein, wo es mit zwei Deckgeschützen (eine vom Typ BL 6 inch Mk VII naval gun sowie ein Luftabwehrgeschütz) ausgestattet wurde.
Am 28. November 1939 wurde die Dominion Monarch kurzzeitig außer Dienst gestellt um als Truppentransport umgerüstet zu werden. Die britische Admiralität hielt sie jedoch zu ungeeignet für diesen Zweck. Am 9. Januar 1940 kehrte das Schiff in den Liniendienst zurück. Auf ihrer Rückreise nach Großbritannien beförderte das Schiff 100 australische Soldaten, da wegen der kriegsbedingt niedrigen Nachfrage ein Großteil der Kabinen an Bord frei waren.
Im Juli 1940 wurde wegen der steigenden Nachfrage an Truppentransportern beschlossen, die Dominion Monarch doch zu diesem Zweck umzurüsten. Nach sechs Wochen Umbauzeit in Liverpool wurde das Schiff wieder in Dienst gestellt. Die erste Fahrt des Schiffes als Truppentransporter begann am 10. September 1940 und führte von Liverpool nach Ägypten. Um nicht durch das Mittelmeer fahren zu müssen, schloss sich die Dominion Monarch dem Konvoi AP 3/1 an, der über Kapstadt bis nach Sues fuhr und dort am 22. Oktober eintraf.

### Nachkriegszeit
Nach sieben Jahren als Truppentransporter wurde die Dominion Monarch 1947 an ihren ursprünglichen Eigner zurückgegeben. Die Umbauarbeiten dauerten über ein Jahr und kosteten mit 1,5 Millionen Pfund Sterling so viel, wie ursprünglich der Bau des Schiffes verschlungen hatte. Die Kapazität der Passagiere wurde beim Umbau auf 508 reduziert. Am 16. Dezember 1948 kehrte die Dominion Monarch in den zivilen Dienst zurück.
Die Dominion Monarch blieb für weitere sieben Jahre das Flaggschiff der Reederei, bis sie 1955 in dieser Funktion von der neuen Southern Cross abgelöst wurde. Im April 1962 wurde die Dominion Monarch von der Northern Star ersetzt und am 21. April in Southampton ausgemustert.

### Hotelschiff
Von Juni bis November 1962 wurde die Dominion Monarch anlässlich der Weltausstellung Century 21 Exposition zusammen mit der Acapulco und der Catala als Hotelschiff in Seattle genutzt, wo sie am 29. Mai 1962 eintraf. Das Schiff brachte jedoch hohe Verluste ein, weshalb der Hotelbetrieb bereits früher als geplant am 21. Oktober wieder eingestellt wurde.

### Verschrottung
Noch während ihrer Zeit als Hotelschiff wurde die Dominion Monarch im Oktober 1962 zum Verschrotten nach Japan verkauft. Am 25. November 1962 traf das Schiff unter dem Überführungsnamen Dominion Monarch Maru in Osaka ein, wo es verschrottet wurde.